# Anton Lundell
Anton Lundell (Espoo, Finlandia, 3 de octubre de 2001) apodado Lundy o Las Olas, es un jugador profesional finlandés de hockey sobre hielo que se desempeña en la posición de centro en Florida Panthers, equipo de la National Hockey League (NHL).

## Carrera
Fue seleccionado en la primera ronda en la NHL Entry Draft de 2020. En 2021 hizo su debut profesional con el equipo Florida Panthers, donde lleva jugando tres temporadas.